# (1029) La Plata
(1029) La Plata ist ein Asteroid des Hauptgürtels, der am 28. April 1924 vom deutschen Astronomen Johannes Franz Hartmann in La Plata entdeckt wurde.
Der Asteroid ist nach dem Ort seiner Entdeckung am Observatorio Astronómico de La Plata benannt.